# Ophionellus marini
Ophionellus marini là một loài tò vò trong họ Ichneumonidae.